# Импульсный паяльник

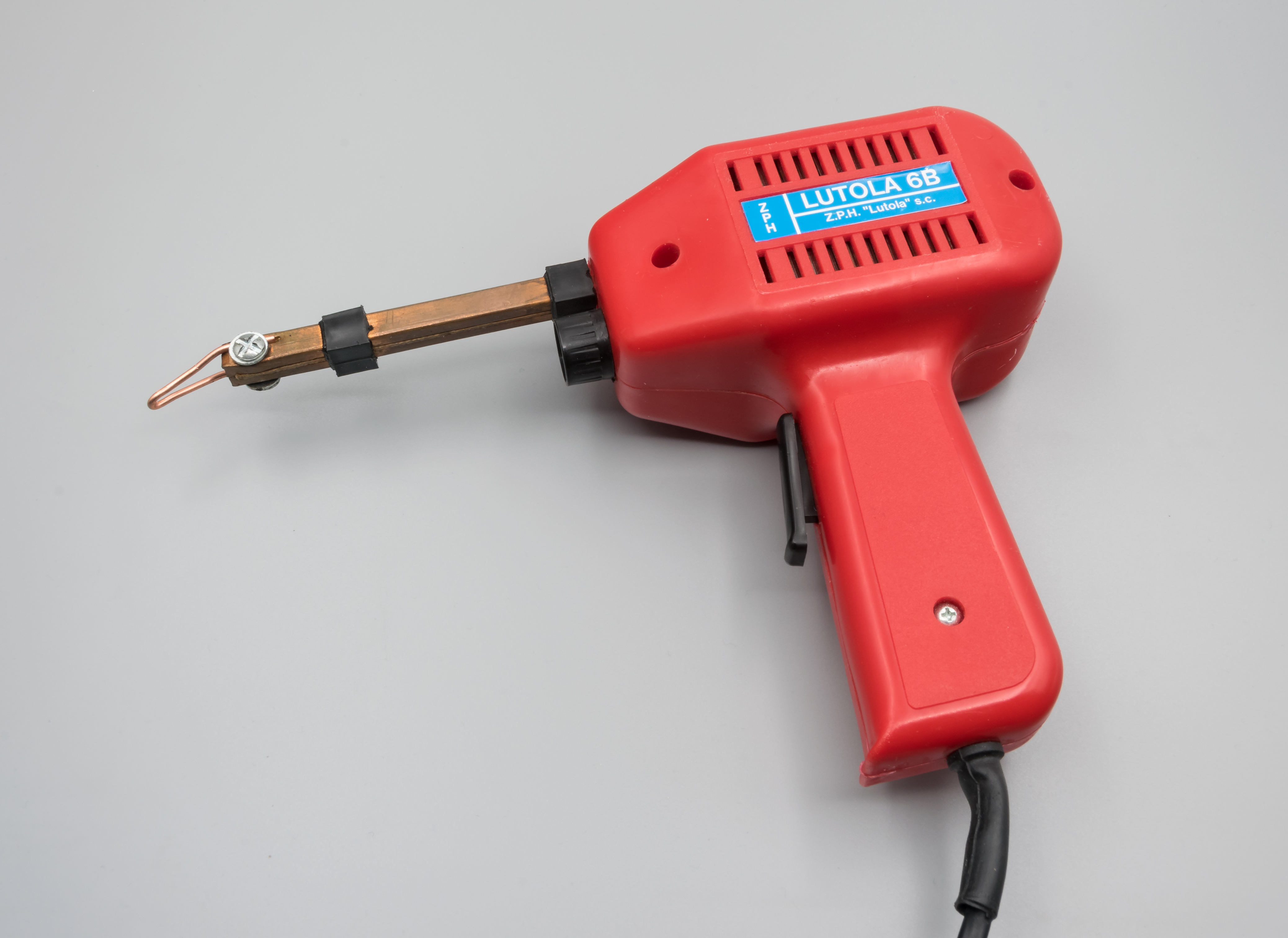
Импульсный паяльник-пистолет

Импульсный паяльник предназначен для монтажа или демонтажа элементов и узлов электронных и электротехнических изделий. Нагревательный элемент — жало, изготовленное из медной проволоки. Нагрев жала происходит в результате пропускания через него электрического тока низкого напряжения. Импульсный паяльник потребляет крайне мало электроэнергии, так как электрический ток через жало пропускается только во время пайки.

## Устройство импульсного паяльника
Импульсный паяльник состоит из преобразователя сетевого напряжения в напряжение повышенной частоты (18…40 КГц), высокочастотного понижающего трансформатора и микропроцессорной схемы управления. Вторичную обмотку трансформатора (объемный виток) образуют токосъемники, к которым с помощью винтов крепится жало. В современных импульсных паяльниках, для удобства работы, предусмотрены индикатор уровня мощности и эффективная подсветка места пайки. Как правило, конструктивно паяльник выполнен в корпусе из термостойкой ударопрочной пластмассы.

## Современные импульсные паяльники
Современные импульсные паяльники эргономичны: у них небольшая масса и они компактны, что достигается благодаря применению высокочастотных преобразователей напряжения и современных материалов.
К достоинствам можно отнести регуляторы мощности, благодаря которым существует возможность одинаково легко осуществлять и мелкие пайки, и паяные соединения относительно крупных массивных деталей.
В некоторых моделях предусмотрена функция форсированного разогрева, благодаря которой время готовности паяльника может быть сокращено до весьма малых значений.
Импульсные паяльники, как и индукционные, следует с осторожностью применять при пайке чувствительных электронных компонентов, в связи с возможностью появления на жале значительного высокочастотного напряжения.